# Чемпионат России по вольной борьбе 2018
Чемпионат России по вольной борьбе 2018 года проходил 2-6 августа в Одинцово (Московская область) в волейбольном центре.

## Медалисты
| Категория | Золото                                                   | Серебро                                            | Бронза                                                                         |
| --------- | -------------------------------------------------------- | -------------------------------------------------- | ------------------------------------------------------------------------------ |
| До 57 кг  | Заур Угуев Дагестан                                      | Хуреш-оол Дондук-оол Тыва, Кемеровская область     | Муслим Садулаев Чечня, Дагестан Арыйан Тютрин Якутия                           |
| До 61 кг  | Магомедрасул Идрисов Дагестан                            | Исмаил Мусукаев Московская область, Дагестан       | Зелимхан Абакаров Московская область, Чечня Артём Гебеков Дагестан, Москва     |
| До 65 кг  | Ахмед Чакаев Дагестан, Москва                            | Бекхан Гойгереев Дагестан, Москва                  | Даша Шарастепанов Бурятия Начын Куулар Красноярский край, Тыва                 |
| До 70 кг  | Магомедрасул Газимагомедов Дагестан, Ставропольский край | Арбак Сат Красноярский край, Тыва                  | Магомед Курбаналиев Дагестан, Санкт-Петербург Давид Баев ХМАО, Северная Осетия |
| До 74 кг  | Заурбек Сидаков ХМАО, Северная Осетия                    | Хетаг Цаболов Московская область, Северная Осетия  | Никита Сучков Москва, Красноярский край Тимур Бижоев Красноярский край         |
| До 79 кг  | Ахмед Гаджимагомедов Дагестан, Москва                    | Хусейн Суюнчев Карачаево-Черкесия, Санкт-Петербург | Кахабер Хубежты Северная Осетия, Москва Гаджи Набиев Дагестан, Москва          |
| До 86 кг  | Даурен Куруглиев Дагестан, Москва                        | Артур Найфонов ХМАО, Северная Осетия               | Владислав Валиев Московская область, Северная Осетия Зелимхан Минкаилов Чечня  |
| До 92 кг  | Батырбек Цакулов ХМАО, Северная Осетия                   | Анзор Уришев Красноярский край                     | Алихан Жабраилов Москва, Дагестан Юрий Белоновский Красноярский край           |
| До 97 кг  | Абдулрашид Садулаев Дагестан                             | Владислав Байцаев Москва, Ставропольский край      | Игорь Овсянников Москва, Красноярский край Зайнулла Курбанов Дагестан          |
| До 125 кг | Анзор Хизриев Санкт-Петербург, Чечня                     | Мурадин Кушхов Дагестан                            | Магомедгаджи Нурасулов Дагестан Саид Гамидов Дагестан                          |